# Vilde (Ribadedeva)
Vilde ist ein Ort in der Gemeinde Ribadedeva der Autonomen Region Asturien in Spanien.
 Die 55 Einwohner (2011) leben 1,8 km von Colombres, dem Verwaltungssitz der Gemeinde Ribadedeva, entfernt am Rio Deva.

## Feste
- Fiesta de San Roque de Vilde am 16. August

## Sehenswürdigkeiten
- Kapelle San Roque